# Кремаљски зид
Кремаљски зид је одбрамбени зид који окружује Московски Кремљ. Познат је по карактеристичним кулама московског Кремља. Оригиналне зидине су првобитно биле од дрвета и изграђене 1156. Овај зид, као и многе друге грађевине у Москви, су изградиле италијанске архитекте. Многи зидови имају стил који потиче из Вероне.

## До XVI века
Кремаљски зид датира још од дванаестог века, тачније од 1147. Москва је већ постојала као мања територија која датира од 9. века.Тадашњи владар је био Јуриј Долгоруки, владар кнежевине Владимир-Суздаљ. Бедеми су играђени 1156. на брду за које су сматрали да је идеална локација због густе шуме у близини и добра стратешка позиција. Зид је уништен у Монглоском освајању Русије 1238, а Иван I Данилович Калита је поново изградио целокупну грађевину. Између 1339. и 1340. је уздигнуто више бедема на страни првобитне грађевине. Иако се мислило да је овај додатак учинио тврђаву неунишитвом, 1365. се доказало да је ово било бескорисно јер је грађевина изгорела. Кнез Дмитриј Донски је 1367. почео поновну изградњу зидина. Целе зиме су из околних села прикупљали кречњак, како би изградња почела у пролеће. Конструкција је издржала два напада током 1368, и окупацију Татара 1382. Дмитријева грађевина је опстала цео век, али у периоду Велике московске кнежевине су одлучили да треба дорадити ову конструкцију. По наређењу Ивана Великог, од 1485. до 1495, је отпочео овај план. Бројне италијанске архитекте су допринеле у изградњи новог одбрамбеног обода. У овом процесу су многе околне куће биле разорене, због висине и дебљине овог одбрамбеног бедема.

## XVI век
Године 1508. је прокопан ров како би вода окружила зидине, а такође и снабдевала ову грађевину и процедура се завршила 1516. Китај-город је 1536. постао повезан са зидинама и направљено је безброј пролаза који варирају у величини. Многи пролази су били познати само масонима.

## XVII век
У наредном периоду се Москва раширила изван граница Кремаљског зида, што је обезвредило одбрамбену улогу зида. Топови унутар зидина су уклоњени, као и један део обода. Кристофер Галовеј је допринео развоју сатних механизама и на Спаситељској кули је уграђен један сат. Од 10 спратова, механизам је заузео 3. Наводи се да је сат био опште познат и да се његово звоно чуло дуже од 10 миља. После тога је свака кула украшена, и добила ветроказ.

## XVIII век
1707. је Петар Велики наредио да се ров напуни водом поново како би се Руси одбранили од Швеђана. На крају то није било потребно али су увидели потребу за модернизацијом. На кулама су уграђена места за пушке и друга оружја. Петар Велики је 1722. послао захтев да се зидина уреди. Сенат је 1731. захтевао да се провери стање зидина. Целокупна цена рестаурације је коштала 531 011 рубаља. 1740. су поправљени само најбитнији делови и куле, а остатак је остао урушен, зато што влада није имала довољно новца. Тек под влашћу Катарине Велике су почели поправку целокупне грађе, али обуставили 1774. зато што је изгубила интерес.

## XIX век
1812. је Наполеон заузео Москву. У септембру је побегао из Кремља да би побегао од пожара, али је наредио војсци да детонирају Кремљ. То је нанело много штете зидинама. Рестаурација је почела 1817. по првобитним нацртима Бовеа. Прво су обновили Кремљ, онда куле, затим зидине, палате па катедрале. Овај процес је трајао више од 20 година, али нису успели да постигну оригиналан изглед.

## ХХ век
Тридесетих година, после последица Октобарске револуције, је почела нова фаза поправљања. 1935. су уместо орлова постављене на врх свих кула петокраке звезде, са срповима и чекићима.
При почетку Другог светског рата, Хитлер је планирао исто што и Наполеон: нарушавање Кремља. Изложена је стратегија да се зидине офарбају, како би се грађевина замаскирала. На белим зидовима је исцртано мноштво кућа. На Црвеном тргу су нацртане лажне улице. Кремљ је "нестао" и Немци нису нанели много штете својим ваздушним нападима. Први пут после 500 година су детањно поправили зид: свака цигла је морала бити посебно проверена.

## Модерно доба
Рестаурације се редовно дешавају и води се рачуна о изгледу. 2015. је отпочела највећа рестаурација, и по први пут у последњих 150 година се рестаурирала Тројицка кула. 2016. се рестаурација вршила на 500 метара зида. Сада се довршавају радови на зиду попут водоотпорног слоја на зиду.
Такође су покренута многа истраживања поводом целокупне историје ове грађевине.
Председнички оркестар Руске Федерације редовно вежба у просторијама Тројицке куле.

## Спецификације
Са унутрашњим пречником од 2235 метара, Кремаљски зид личи на троугао. Све стране зида су праве, сем јужне стране која прати линију првобитног брда на коме је и изграђен Кремаљски зид. Висина зида није уједначена, јер је негде до 5 метара, а негде досеже и 19 метара. И дебљина зида варира, од 3,5 до 6,5 метара.
У унутрашњости зидина, неки коридори нису осветљени, јер су у тим местима држали криминалце у заточеништву.
Двадесет кула је и дан данас опстало, најстарија датира од 1485. а намлађа од 1680. Са приземља се може ући у 6 кула, док се осталима приступа само преко зидина.
Кремаљски зид има 4 капије и свака је украшена цвећем. Раније се могло ући кроз две капије, али је сада само једна за туристе. Једна капија је за службенике, друга за туристе а једна је за оне које желе да приступе Палати оружја.
Раније је било могуће платити двосатни обилазак Кремља и ходати по зидинама почевши од једне куле.
Јужни део зида је окренут ка реци Москви, источни део зидина је окренут ка Црвеном тргу а западни део који је био окренут ка реци Неглинаји је сада део Александрове баште. Мост те реке још увек постоји, и изграђен је на исти начин као и зидине.

## Куле Московског кремља
- Боровицка кула -изграђена је 1490. године по наредби Василија III Московског, а њен архитекта био је Пјетро Антонио Солари.
- Благовештењска кула -изграђена је 1488. године. Налази се између Водоснабдевајуће и Тајне куле, на обалама реке Москве. Име је добила по икони „Благовештење“.
- Водоснабдевајућа кула -изграђена је 1488. године, а њен архитекта је Антонио Фријазин. Од 1633. године, кула је служила за одвод воде из реке Москве у Кремљ. До тада се звала Свибловска кула, по бољарској породици из Москве.
- Тајна кула -(позната и под именом Водена кула) изграђена је 1485. године, а изградио ју је Антонио Гиљарди. Кула је имала тајни извор воде и тунел који је водио до реке Москве, па је по томе и добила име.
- Бекљемишева кула -изграђена 1487. године, а њен архитекта је Марк Фријазин. Године 1917, врх куле био је оштећен током Октобарске револуције.
- Прва безимена кула -изграђена је 1480-их година. Служила је у одбрамбене сврхе. Године 1547, била је уништена од експлозије у магазину барута. Обновљена је у 17. веку. Године 1770, кула је уклоњена због изградње Кремаљске палате.
- Друга безимена кула -изграђена је током 1480-их. Налази се на обали реке Москве, покрај Прве безимене куле. Године 1680, на њен врх надограђен је торањ са квадратном базом. Била је затворена 1770-их, током изградње Кремаљске палате.
- Петрова кула -изграђена је током 1480-их. Била је уништена током напада пољске војске 1612. године, али је убрзо обновљена. Године 1771, била је уклоњена због изградње Кремаљске палате, али је поново изграђена 1783. године.
- Константино-еленска кула -изграђена је 1490. године, а њен градитељ био је Пјетро Антонио Солари. Године 1770, била је уклоњена због изградње Кремаљске палате. Француске трупе су ју у целости срушиле током повлачења 1812. године.
- Набатнијска кула -изграђена 1495. године, а налази се на југоисточном делу Кремаљских зидина. Име јој потиче од староруске речи набат, што у преводу значи узбуна.
- Царска кула -најмања и најновија кула, изграђена 1680. године. У суштини, ово заправо није кула него четвероугаона комора.
- Спаситељева кула -највећа од свих кула Московског Кремља. Има један улаз и пет спратова. Изграђена је 1491. године, а њен градитељ био је Пјетро Антонио Солари.
- Сенаторска кула -изграђена је 1491. године, а њен градитељ био је Пјетро Антонио Солари. Дуго времена није имала име, све до 1787, када је тамо изграђен Сенатски дворац.
- Николајева кула -изграђена је 1491. године, а добила је име по Манастиру Светог Николаја, којег више нема. Године 1806, њен торањ је изграђен у неоготичком стилу.
- Средња арсеналска кула -изграђена је 1495. године, а њен градитељ био је Пјетро Антонио Солари. Налази се на северозападном делу Кремаљских зидина.
- Угаона арсеналска кула - изграђена је 1492. године, а њен градитељ био је Пјетро Антонио Солари. До почетка 18. века звала се Собакинова кула, по бољару који је живео покрај ње унутар Кремља
- Заповедничка кула -изграђена је 1495. године, а њен градитељ био је Алевиз Фријазин. Налази се испред Александрове баште. Данашње име добила је у 19. веку када је покрај ње било седиште војног заповедника Москве.
- Тројицка кула -грађена је од 1495. до 1499. године, а њен градитељ био је Алевиз Фријазин. Добила је име у част Свете Тројице 1658, по налогу цара Алексеја. Кула је током историје служила као затвор.
- Оружарничка кула -изграђена је 1495. године. Добила је име у 19. веку, након изградње Палате оружја. Пре тога је носила име Коњушничка кула.
- Предмостна кула -изграђена је 1516. године, а ње градитељ био је Алевиз Фријазин. Кула није део зидина, него се налази пред мостом преко реке Неглинаје, који води до Тројицке куле.